# Liste des monuments historiques de Sinspelt
La Liste des monuments historiques de Sinspelt contient un monument historique à Sinspelt, une municipalité allemande située dans le Land de Rhénanie-Palatinat et l'arrondissement d'Eifel-Bitburg-Prüm.

## Liste
| Monument       | Adresse         | Coordonnées                      | Notice | Protection | Date | Illustration   |
| -------------- | --------------- | -------------------------------- | ------ | ---------- | ---- | -------------- |
| Heyenhof, 1804 | In der Gracht 4 | 49° 58′ 20″ nord, 6° 19′ 09″ est |        |            |      | Heyenhof, 1804 |